# Saison 1904 de la Juventus FC
Maillots
Chronologie
Saison précédente Saison suivante
La saison 1904 du Foot-Ball Club Juventus est la cinquième saison de l'histoire du club, créé sept ans auparavant en 1897. 
Le club turinois dispute cette saison la 7e saison du championnat d'Italie, en commençant dans ses éliminatoires, tandis que la réserve du club dispute le championnat de Seconda Categoria.

## Historique
C'est au printemps de l'année 1904 que débute cette saison pour le club, présidé par Giacomo Parvopassu. La Vieille Dame change cette saison de visage, composant avec un changement à la direction, avec notamment trois frères venus de Suisse, les frères Ajmone Marsan (Riccardo, Alessandro et Annibale), qui investissent beaucoup d'argent dans le club, acquérant de plus en plus de renommée à travers le pays et en dehors de l'Italie.
Le changement majeur fut le changement de stade du club pour ses matchs à domicile, où la Juve passa du Campo Piazza d'Armi au Stadio Motovelodromo Umberto I, plus confortable et doté de tribunes.
Cette saison est également la première année où se disputent les premiers transferts internationaux entre clubs, et les Bianconeri furent même invités à Lausanne en représentation, pour faire connaitre le football italien, et pour disputer un tournoi. 
Lors de ce Campionato di Prima Categoria 1904 (ancêtre de la Serie A) disputé entre 5 clubs, qui débute au mois de mars, le qualifié pour la finale rencontre directement le tenant du titre, à savoir le Genoa Cricket and Football Club.
Le dimanche 21 février 1904, le Foot-Ball Club Juventus dispute un match amical contre le Genoa Cricket and Football Club, et c'est à cette occasion que les bianconeri tentent pour la première fois de leur histoire de prendre au Genoa le trophée amical de la Boule d'argent Henri Dapples, mais le match se solde par une défaite 2-0 de la Juventus.
Les Zèbres jouent leur premier match de la saison le dimanche 6 mars 1904 comptant pour les éliminatoires à Turin contre le FC Torinese, match qu'ils finissent par remporter 1-0.
Une semaine après, le 13 mars lors de la demi-finale, ils ne parviennent pas à s'imposer contre le club lombard du Milan Cricket and Foot-Ball Club, et se séparent sur un score de un but partout. Les prolongations n'existant pas à l'époque, il faut rejouer la finale, qui a lieu une semaine plus tard le 20 mars à Milan, dans la même stade qu'à l'aller, au Campo dell'Acquabella. Lors de match, la Juventus s'impose finalement sur un score sans appel de 3-0 (buts d'Alfredo Ferraris, Walter J. Streule et Luigi Gibezzi).
Les Juventini sont donc pour la deuxième fois d'affilée qualifiés pour la finale du championnat fédéral, qui se joue une semaine plus tard le dimanche 27 mars, où ils s'inclinent à nouveau comme l'année précédente par 1 buts à 0 contre le Genoa Cricket and Football Club.
La Vieille Dame finit une fois de plus vice-championne d'Italie, continuant ainsi sur leur progression au fil des saisons.
Pour la première fois depuis la création du système de championnat de football en Italie, on note l'apparition d'une deuxième division : la Seconda Categoria (à l'époque la D2 mais l'équivalent aujourd'hui de la D9), auxquelles certaines réserves participent.
Lors des éliminatoires du Piémont, la réserve de la Juve (Juventus II) défait le dimanche 10 avril à domicile l'Audace Torino 2-1, puis s'incline à nouveau en finale contre le Genoa II au Ponte Carrega une semaine plus tard le 17 avril sur un score de 4 buts à 1.
Après leur saison de finalistes, se joue également vers la fin de l'année à domicile au Velodromo Umberto I la Coppa Universitaria, tournoi de prestige international, dans laquelle la Juventus s'impose contre le Lyon olympique universitaire sur un score de 10-1.

## Déroulement de la saison

### Résultats en championnat

#### Éliminatoires du Piémont
| dimanche 6 mars 1904 | Juventus       | 3 -2 | FC Torinese | Velodromo Umberto I, Turin |
| dimanche 6 mars 1904 | Buteur inconnu |      |             | Velodromo Umberto I, Turin |

#### Phase finale
- Demi-finale

| dimanche 13 mars 1904 | Milan  | 1 - 1 | Juventus | Campo dell'Acquabella, Milan Arbitre : Bosisio |
| dimanche 13 mars 1904 | Scotti |       | Streule  | Campo dell'Acquabella, Milan Arbitre : Bosisio |

- Match rejoué

| dimanche 20 mars 1904 | Milan | 0 - 3                        | Juventus | Campo dell'Acquabella, Milan Arbitre : Dobbie |
| dimanche 20 mars 1904 |       | Ferraris · Streule · Gibezzi |          | Campo dell'Acquabella, Milan Arbitre : Dobbie |

- Finale

| dimanche 27 mars 1904 | Genoa       | 1 - 0 | Juventus | Ponte Carrega, Gênes Arbitre : Sutter |
| dimanche 27 mars 1904 | Bugnion 65e |       |          | Ponte Carrega, Gênes Arbitre : Sutter |

### Résultats en championnat de Seconda Categoria

#### Éliminatoires du Piémont
| dimanche 10 avril 1904 | Juventus II      | 2 - 1 | Audace Torino  | Turin |
| dimanche 10 avril 1904 | Buteurs inconnus |       | Buteur inconnu | Turin |

#### Phase finale
- Finale

| dimanche 17 avril 1904 | Genoa II         | 4 - 1 | Juventus II    | Ponte Carrega, Gênes Arbitre : James Spensley |
| dimanche 17 avril 1904 | Buteurs inconnus |       | Buteur inconnu | Ponte Carrega, Gênes Arbitre : James Spensley |

### Matchs amicaux
| dimanche 3 janvier 1904 | Juventus | score inconnu | Racing Club Lyon |  |
| dimanche 3 janvier 1904 |          |               |                  |  |

| dimanche 17 janvier 1904 | Juventus       | 1 - 0 | Audace Torino | Turin |
| dimanche 17 janvier 1904 | Buteur inconnu |       |               | Turin |

| dimanche 21 février 1904 | FBC Torinese     | 2 - 3 | Juventus         | Turin |
| dimanche 21 février 1904 | Buteurs inconnus |       | Buteurs inconnus | Turin |

| dimanche 28 février 1904 | Juventus         | 2 - 1 | Virtus         |  |
| dimanche 28 février 1904 | Buteurs inconnus |       | Buteur inconnu |  |

| samedi 9 avril 1904 | Juventus         | 2 - 0 | FBC Torinese | Turin |
| samedi 9 avril 1904 | Buteurs inconnus |       |              | Turin |

| dimanche 18 décembre 1904 | Juventus         | 2 - 1 | Genoa          |  |
| dimanche 18 décembre 1904 | Buteurs inconnus |       | Buteur inconnu |  |

#### Coppa Universitaria
| dimanche 24 avril 1903 | Juventus | 10 - 1 | Lyon olympique universitaire | Turin |
| dimanche 24 avril 1903 |          |        |                              | Turin |

#### Coppa Luigi Bozino
| dimanche 30 octobre 1904 | Audace Torino | score inconnu | Juventus |  |
| dimanche 30 octobre 1904 |               |               |          |  |

## Effectif du club
Effectif des joueurs du Foot-Ball Club Juventus lors de la saison 1904.

## Buteurs
| 2 buts - Walter J. Streule | 1 but - Alfredo Ferraris - Luigi Gibezzi |